# Fiskerklyngen

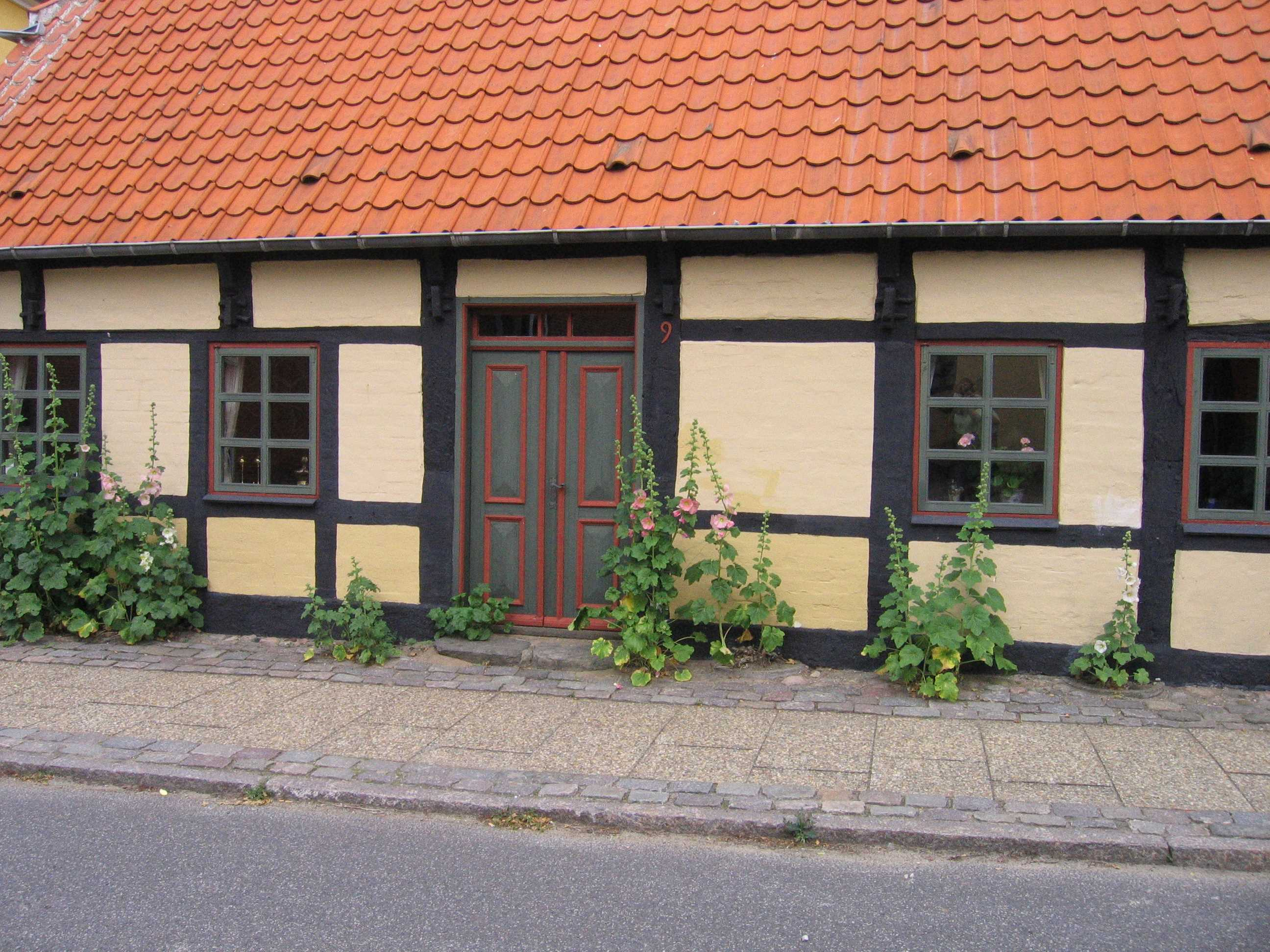
Typisches Fischerhaus

Fiskerklyngen ist der älteste Stadtteil Frederikshavns, Dänemark.

## Geschichte
Ursprünglich stammt die Siedlung aus 1568.
Die ältesten Häuser waren alle Fachwerkbauten, z. B. Strandgade 6.
Die meisten Häuser jetzt sind im Stil des hiesigen Landesteiles gebaut: Gelbgekalkte Mauerwerke, rote Ziegeldächer und weißgekalkter Mörtel zwischen den Steinen. Stockrosen in den Gassen und Straßen sind mit Kopfsteinpflaster gepflastert.
Die Häuser sind aus den Jahren von 1800 bis 1900.
Bis der Bahnhof 1970 dorthin verlegt wurde, hatten die Fiskerklyngen noch einen kleinen Jollenhafen. Die Jungen, die früher dort aufgewachsen sind, sind oftmals Fischer gewesen.
Koordinaten: 57° 26′ 53″ N, 10° 32′ 29″ O